# Lo Cruzat (estación)
Lo Cruzat es una estación de la Línea 3 del Metro de Santiago de Chile. Se encuentra subterránea bajo la intersección de la avenida Manuel Antonio Matta con las avenidas Las Torres y Lo Cruzat, en la comuna de Quilicura.

## Características y entorno
Cercana a la estación se encuentran varios locales comerciales menores, además de ser una zona residencial. Hay una oficina de la Inspección del Trabajo.[cita requerida]

### Accesos
| Acceso | Intersección                                                |
| ------ | ----------------------------------------------------------- |
| A      | Av. Manuel Antonio Matta con Av. Lo Cruzat y Av. Las Torres |

## Origen etimológico

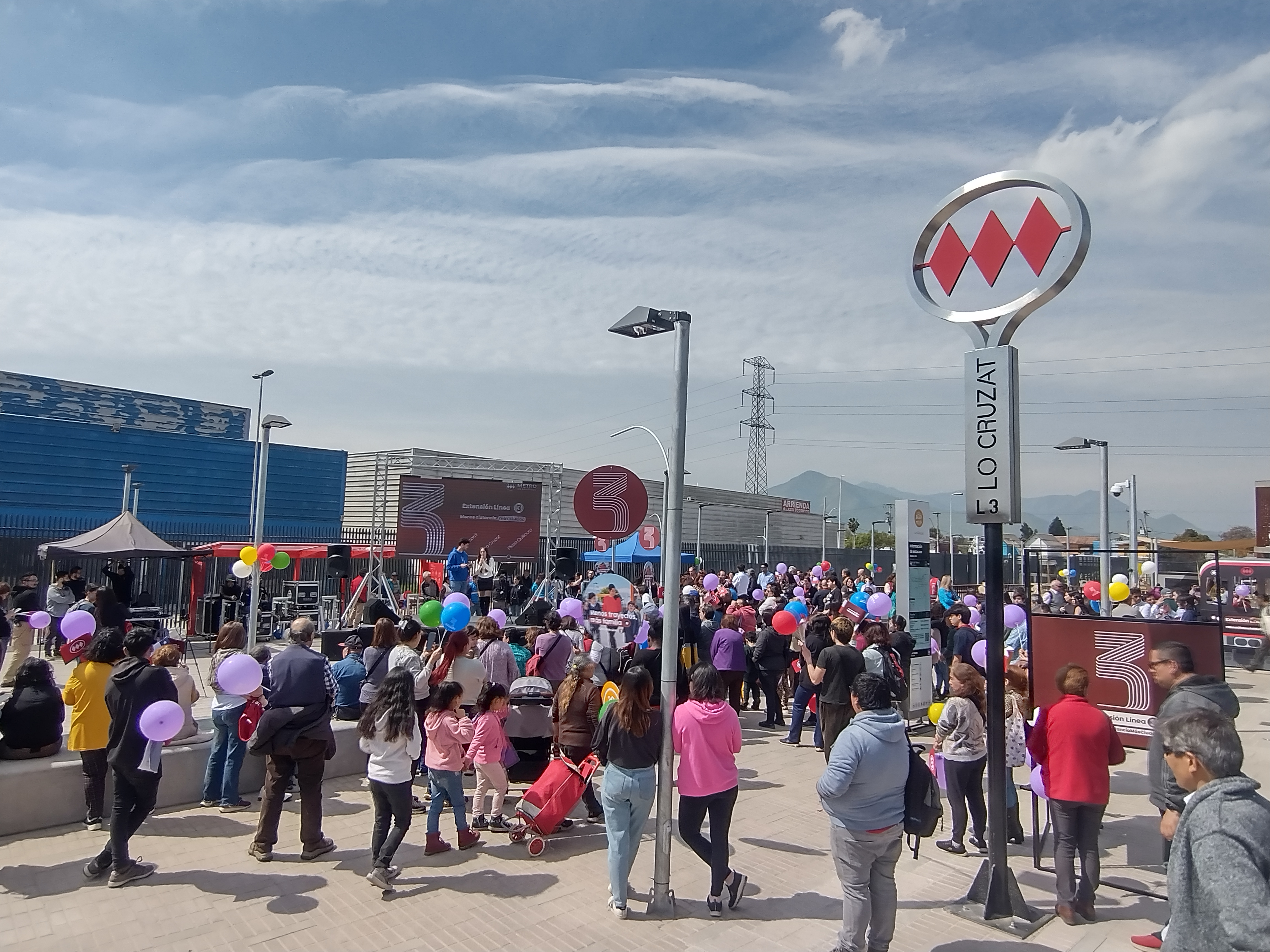
Acto de inauguración de la estación (25 de septiembre de 2023).

El nombre de la estación hace referencia a la esquina en donde se encuentra la estación.
Su primer nombre (Las Torres) se debía a la ubicación de la estación en la intersección de la Avenida Las Torres, pero debido a que ya existe una estación con el nombre Las Torres en la Línea 4 del Metro, ubicada en el límite entre las comunas de Peñalolén y Macul, se estudió usar como alternativa el nombre de Lo Cruzat, el cual fue definido oficialmente en 2018.
El 10 de diciembre de 2021 se realizó una votación en la que participaron vecinos de la comuna de Quilicura, quienes debían definir —a partir de tres opciones disponibles— el pictograma que identifica a la estación: en las tres alternativas aparecen uvas que representan los antiguos viñedos que existían en el sector y las bodegas y fábricas de chicha que existieron en el sector de Lo Cruzat hasta 2007.

## Galería

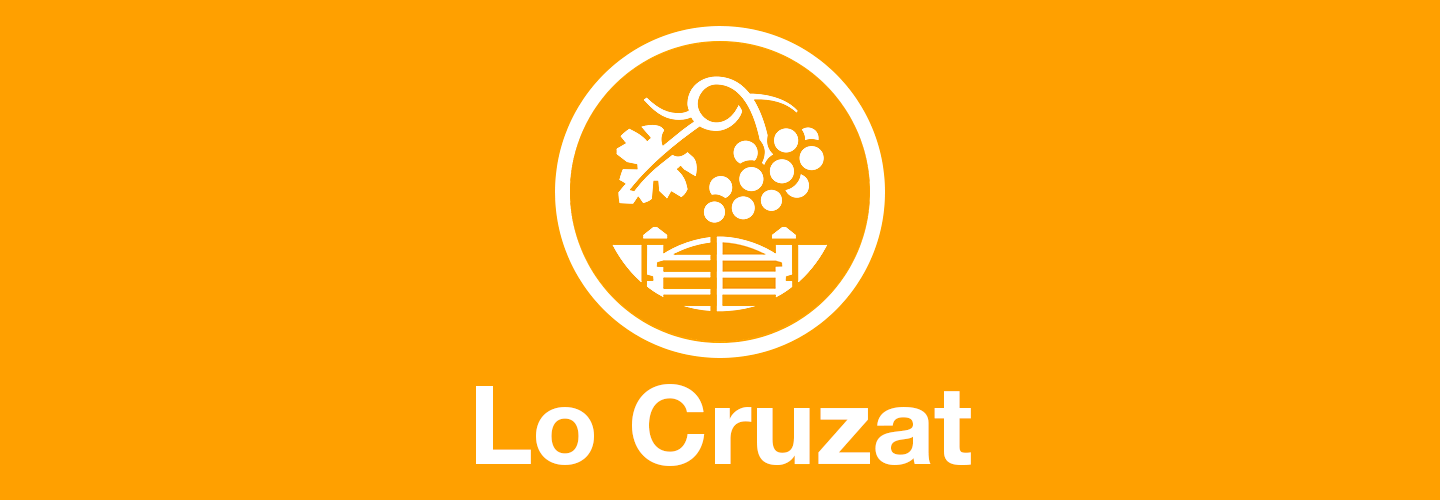
Cenefa utilizada actualmente en los andenes.
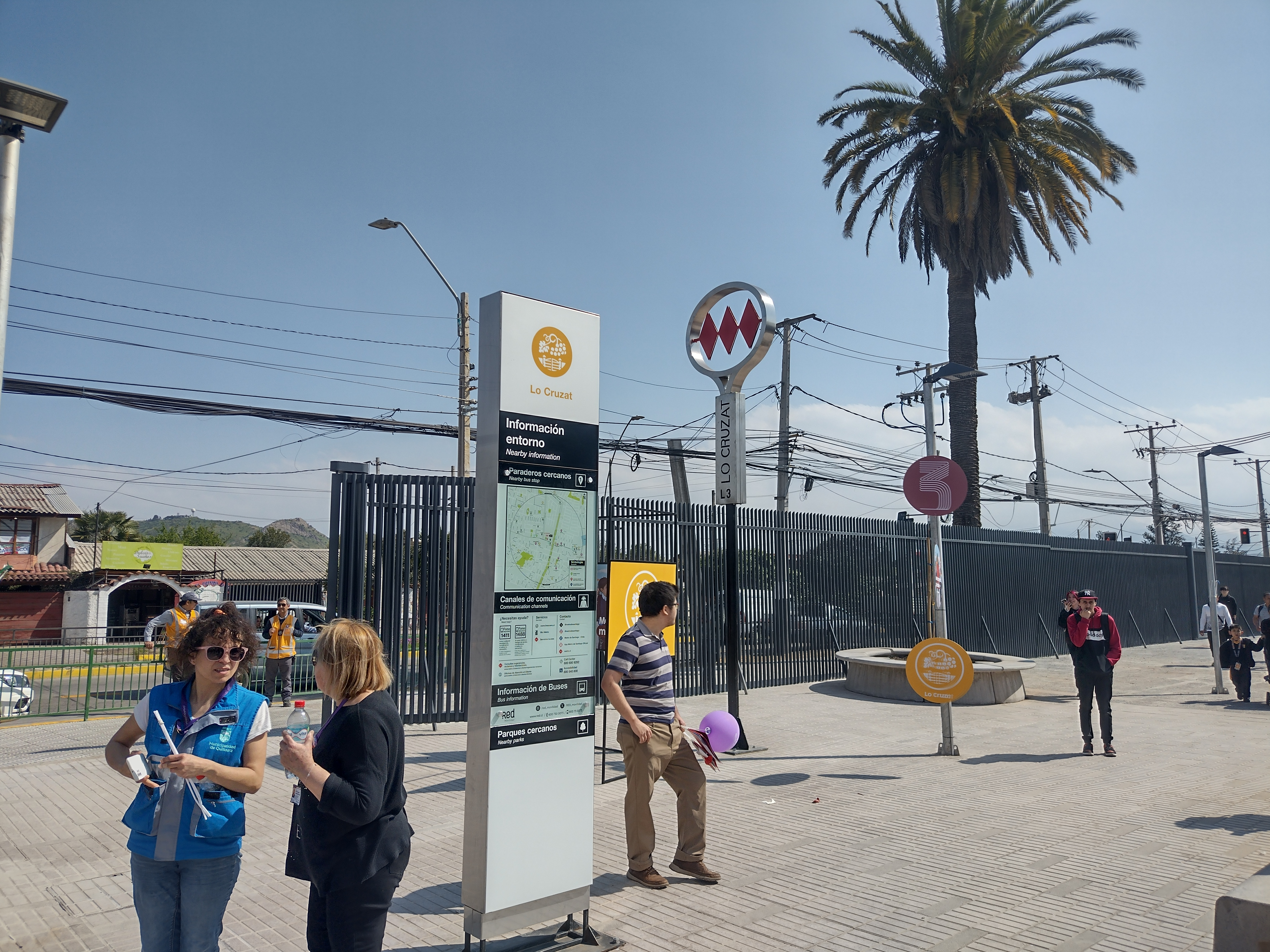
Plaza de acceso.
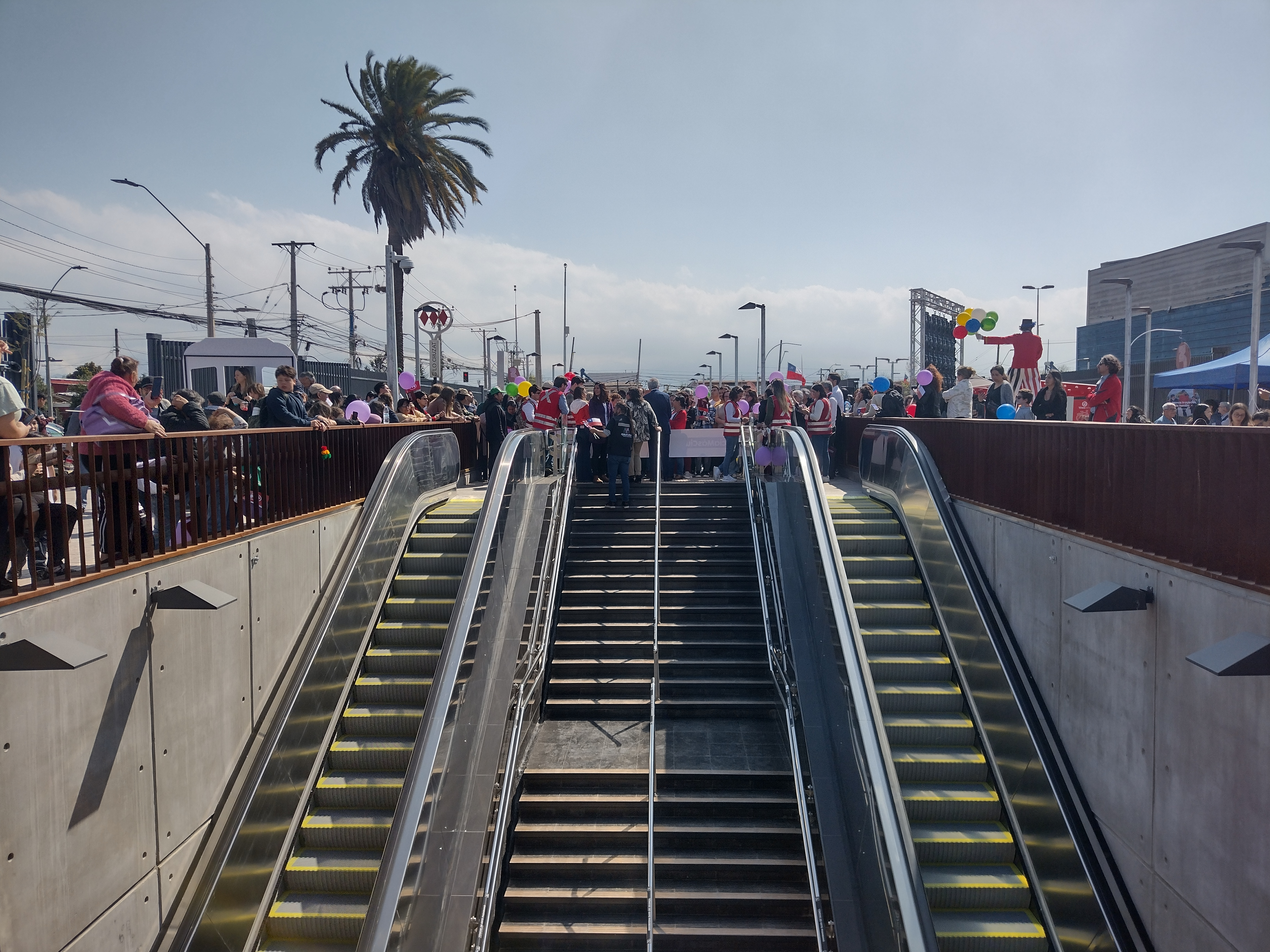
Escaleras de acceso a la estación.
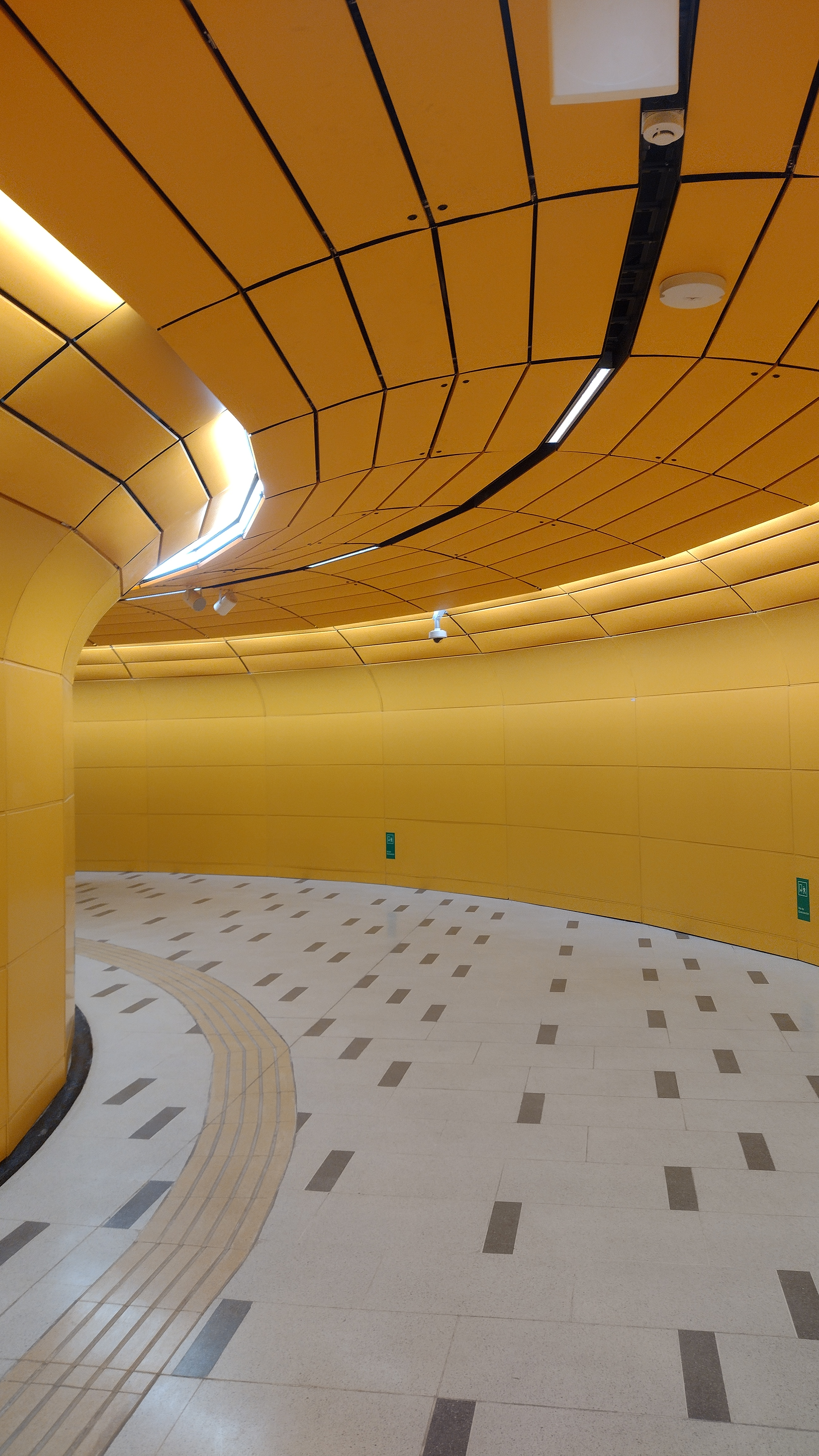
Pasillo interior.

## Conexión con Red Metropolitana de Movilidad
La estación posee 6 paraderos de la Red Metropolitana de Movilidad en sus alrededores, los cuales corresponden a: 
| Paradero/ Código                  | Recorridos |
| --------------------------------- | --- |
| Parada 1 / (M) Lo Cruzat (PB1912) | 425 (Rigoberto Jara) - 428 (Metro La Cisterna) - 428e (Metro La Cisterna) - 429 (Lo Echevers) - 430 (Quilicura) - 435 (Quilicura) - B31n (Quilicura) - B43 (Lo Marcoleta) - B45 (Rigoberto Jara)     |
| Parada 2 / (M) Lo Cruzat (PB1940) | B31n (Centro) - B32 (Municipalidad de Quilicura) - B43 (Metro Vespucio Norte) |
| Parada 3 / (M) Lo Cruzat (PB1911) | 314c (Fin de recorrido) - 425 (Lo Hermida) - 428 (Quilicura) - 429 (Lo Hermida) - 430 (La Dehesa) - 435 (Vitacura) - B06 (Metro Zapadores) - B11 (El Salto) - B21 (Plaza Chacabuco) - B45 (El Mañío) |
| Parada 4 / (M) Lo Cruzat (PB1913) | 303 (Plaza Italia) - 308 (Mapocho) - 308c (Fin del recorrido) |
| Parada 5 / (M) Lo Cruzat (PB1914) | 303 (Quilicura) - 308 (Lo Marcoleta) - 308c (Lo Marcoleta) - 425 (Lo Hermida) - 429 (Lo Echevers) - 430 (Quilicura) - 435 (Quilicura) - B06 (Santa Laura) - B11 (Lo Marcoleta) - B21 (Lo Marcoleta)  |
| Parada 6 / (M) Lo Cruzat (PB551)  | 307 (Plaza Italia) - 315e (Plaza Italia) - 429c (Quilicura) - B45 (El Mañío) |